# ورزشگاه آلیتوس
ورزشگاه آلیتوس (به لاتین: Alytus Stadium) یک ورزشگاه در لیتوانی است که در الیتاس واقع شده‌است.